# آساهي إيشيواتا
آساهي إيشيواتا (باليابانية: 石渡 旭) (مواليد 8 أبريل 1996) هو لاعب كرة قدم ياباني.

## وصلات خارجية
- آساهي إيشيواتا على موقع رابطة كرة القدم اليابانية للمحترفين (اليابانية)
- آساهي إيشيواتا على موقع Soccerway.com (الإنجليزية)